# (2254) Requiem
(2254) Requiem (1977 QJ1; 1941 QC; 1959 RG; 1959 RR; 1966 PF; 1972 GS; 1976 JQ; 1977 TS5; A916 UB) ist ein Asteroid des inneren Hauptgürtels, der am 19. August 1977 vom russischen Astronomen Nikolai Stepanowitsch Tschernych am Krim-Observatorium in Nautschnyj (IAU-Code 095) entdeckt wurde.

## Benennung
(2254) Requiem wurde nach der Mutter des Entdeckers Nikolai Stepanowitsch Tschernych, Melanija Petrowna Tschernych benannt, sie war am Tag der Entdeckung verstorben.